# سنت-کلوتیلد-دو-بوس، کبک
سنت-کلوتیلد-دو-بوس (به فرانسوی: Sainte-Clotilde-de-Beauce) شهری در منطقه شهری له آپالاش ناحیه شودییر-آپالاش در استان کبک کانادا است. در سرشماری سال ۲۰۱۱ این شهر ۵۹۱ نفر جمعیت داشته‌است و مساحت آن ۵۸٫۶۸ کیلومتر مربع است.